# Nick Spires
Nicholas James Spires, detto Nick (Tunbridge Wells, 25 febbraio 1994), è un cestista britannico con cittadinanza svedese.

## Palmarès
- Campionato svedese: 2

Södertälje: 2015-16
Norrköping Dolphins: 2022-23